# Pedro Manzini
Pedro Manzini fue un exfutbolista argentino que se desempeñaba como guardameta.

## Clubes
| Club                 | País      | Año         |
| -------------------- | --------- | ----------- |
| River Plate          | Argentina | 1936        |
| Argentino de Quilmes | Argentina | 1937 - 1939 |